# هاوارد فرانسیس
هاوارد فرانسیس (انگلیسی: Howard Francis; ۲۶ مهٔ ۱۸۶۸ – ۷ ژانویهٔ ۱۹۳۶) بازیکن کریکت اهل آفریقای جنوبی بود.